# Michail Čiaureli
Michail Ėdišerovič Čiaureli (in russo Михаил Эдишерович Чиаурели?; Tbilisi, 6 febbraio 1894 – 31 ottobre 1974) è stato un regista cinematografico e scrittore sovietico, uno dei rappresentanti più tipici del realismo socialista.

## Biografia
Michail Čiaureli ha diretto 25 film tra il 1928 e il 1974.
Dopo aver compiuto studi di arti figurative e svolto attività filodrammatica, iniziò la carriera di attore nel 1921, recitando in vari copioni di I. Perestiani.
Nel 1928 esordì come regista al fianco di E. Dzigan in Pervyj kornet Strešnëv ("Il tenente di cavalleria Strešnëv"), cui seguì il film inchiesta sull'alcolismo Saba del 1929, Poslednij maskarad ("L'ultima mascherata") del 1933, una satira politica sui menscevichi georgiani, Arsen ("Arsenio") del 1937, contraddistinto da un acceso pathos rivoluzionario.
L'opera che gli consentì di raggiungere un notevole successo fu l'epopea storica-monumentale Velikoe zarevo ("La grande aurora") del 1938, tendente sia al gusto epico e sia alle scene spettacolari; il film, certamente non privo di elementi propagandistici, rese il regista uno degli artisti ufficiali del regime staliniano più apprezzati. Il film racconta la fraternizzazione dei soldati tedeschi e russi durante i primi mesi della grande guerra.
Tra le ultime opere più significative vanno annoverate: Kljatva ("Il giuramento", 1946), nella quale il regista descrisse i decenni successivi alla rivoluzione d'ottobre; La caduta di Berlino (Padenie Berlina, 1950), che celebrò i successi militari sovietici della seconda guerra mondiale e che si caratterizzò per grandiosi mezzi e strumenti di produzione, per i pregi tecnico-registici, evidenziati principalmente nelle memorabili scene di massa, oltre che artistici, grazie al contributo delle pregevoli musiche di Dmitrij Šostakovič; L'indimenticabile 1919 (Nezabyvaemyj god 1919) del 1952; Otarova vdova ("La vedova di Otar", 1958), con la quale partecipò alla Mostra internazionale d'arte cinematografica di Venezia; Povest ob odnoi devuške ("Racconto di una ragazza", 1960).
Complessivamente vinse 6 volte il premio Stalin, nel 1941, 1943, 1946, 1947, 1950.